# Gammel Hasseris Skole
Gammel Hasseris Skole er en folkeskole i Gammel Hasseris, som er en bydel i Aalborg. Gammel Hasseris Skole arbejder meget med musik og er kendt for den "Rytmiske Skole", som er en af de største musikskoler i landet. Skolen var i en periode den største folkeskole i Danmark med 968 elever. I dag (2022/23) har Gammel Hasseris Skole 798 elever.
|  | Denne artikel om en bygning eller et bygningsværk kan blive bedre, hvis der indsættes et (bedre) billede. Du kan hjælpe ved at afsøge Wikimedia Commons for et passende billede eller lægge et op på Wikimedia Commons med en af de tilladte licenser og indsætte det i artiklen. |

| Skole | Spire Denne artikel om en skole, en uddannelsesinstitution eller uddannelse er en spire som bør udbygges. Du er velkommen til at hjælpe Wikipedia ved at udvide den. |

57°2′6″N 9°52′14″Ø / 57.03500°N 9.87056°Ø